# Verein für Bewegungsspiele Oldenburg 1991-1992
Questa voce raccoglie le informazioni riguardanti il Verein für Bewegungsspiele Oldenburg nelle competizioni ufficiali della stagione 1991-1992.

## Stagione
Nella stagione 1991-1992 l'Oldenburg, allenato da Wolfgang Sidka, concluse il campionato di 2. Bundesliga al 5º posto. In Coppa di Germania l'Oldenburg fu eliminato ai Secondo turno dal Remscheid.

## Rosa
| N. |                     | Ruolo | Calciatore       |
| -- | ------------------- | ----- | ---------------- |
|    | Germania (bandiera) | P     | Rainer Brauer    |
|    | Germania (bandiera) | P     | Fred Kröger      |
|    | Germania (bandiera) | D     | Mathias Jack     |
|    | Germania (bandiera) | D     | Carsten Linke    |
|    | Germania (bandiera) | D     | Arne Tammen      |
|    | Germania (bandiera) | D     | Jörg Wawrzyniak  |
|    | Polonia (bandiera)  | D     | Krzysztof Zając  |
|    | Germania (bandiera) | D     | Edgar Zoller     |
|    | Germania (bandiera) | C     | Christian Brand  |
|    | Germania (bandiera) | C     | Holger Drieling  |
|    | Germania (bandiera) | C     | Joachim Gehrmann |
|    | Germania (bandiera) | C     | Thomas Gerstner  |

| N. |                       | Ruolo | Calciatore         |
| -- | --------------------- | ----- | ------------------ |
|    | Germania (bandiera)   | C     | Rainer Jahn        |
|    | Rep. Ceca (bandiera)  | C     | Oldřich Machala    |
|    | Germania (bandiera)   | C     | Thomas Möller      |
|    | Portogallo (bandiera) | C     | Paolo da Palma     |
|    | Germania (bandiera)   | C     | Kai-Uwe Schnell    |
|    | Germania (bandiera)   | C     | Wolfgang Sidka     |
|    | Germania (bandiera)   | C     | Wolfgang Steinbach |
|    | Germania (bandiera)   | A     | Christian Claaßen  |
|    | Rep. Ceca (bandiera)  | A     | Radek Drulák       |
|    | Polonia (bandiera)    | A     | Jerzy Hawrylewicz  |
|    | Germania (bandiera)   | A     | Frank Meyer        |
|    | Russia (bandiera)     | A     | Mikhail Rusayev    |

## Organigramma societario
Area tecnica
- Allenatore: Wolfgang Sidka
- Allenatore in seconda:
- Preparatore dei portieri:
- Preparatori atletici:

## Calciomercato

### Sessione estiva
| Acquisti | Acquisti         | Acquisti       | Acquisti |
| R.       | Nome             | da             | Modalità |
| -------- | ---------------- | -------------- | -------- |
| C        | Christian Brand  | Herzlake       |          |
| C        | Joachim Gehrmann | Havelse        |          |
| D        | Mathias Jack     | Erzgebirge Aue |          |
| C        | Kai-Uwe Schnell  | Hessen Kassel  |          |

| Cessioni | Cessioni          | Cessioni  | Cessioni |
| R.       | Nome              | a         | Modalità |
| -------- | ----------------- | --------- | -------- |
| A        | Thorsten Langheim | OT Bremen |          |

### Sessione invernale
| Acquisti | Acquisti        | Acquisti      | Acquisti |
| R.       | Nome            | da            | Modalità |
| -------- | --------------- | ------------- | -------- |
| C        | Oldřich Machala | Hansa Rostock |          |

| Cessioni | Cessioni | Cessioni | Cessioni |
| R.       | Nome     | a        | Modalità |
| -------- | -------- | -------- | -------- |

## Risultati

### 2. Bundesliga

#### Girone di andata
| Arbitro: | Fröhlich |

|                |           |                        |
| Klaus 71’, 73’ | Marcatori | 81’ Drulák 90’ Rusayev |

| Oldenburg 4 agosto 1991, ore 15:00 CEST 2ª giornata | Oldenburg | 0 – 0 referto | Blau-Weiß Berlin | Marschweg-Stadion (12 000 spett.)\| Arbitro: \| Fux \| |
| Arbitro:                                            | Fux       |               |                  |                                                        |

| Arbitro: | Scheuerer |

|            |           |            |
| Tilner 28’ | Marcatori | 17’ Drulák |

| Arbitro: | Lehnardt |

|             |           |  |
| Janotta 56’ | Marcatori |  |

| Arbitro: | Bußhardt |

|                                         |           |                       |
| Wawrzyniak 34’ Drulák 47’ Steinbach 90’ | Marcatori | 23’ Surmann 82’ Groth |

| Arbitro: | Schmidt |

|                                     |           |            |
| Fröhling 34’ Kocian 76’ Driller 85’ | Marcatori | 48’ Drulák |

| Arbitro: | Frey |

|                                               |           |                                        |
| Hawrylewicz 20’ Rusayev 59’ Drulák 85’ (rig.) | Marcatori | 7’ Thoben 75’ Menke 89’ (rig.) Vorholt |

| Arbitro: | Dardenne |

|          |           |  |
| Rath 79’ | Marcatori |  |

| Arbitro: | Habermann |

|                                            |           |            |
| Drulák 25’, 26’, 47’ (rig.) Wawrzyniak 45’ | Marcatori | 90’ Probst |

| Arbitro: | Blüthgen |

|           |           |           |
| Römer 33’ | Marcatori | 71’ Linke |

| Arbitro: | Kuhne |

|                      |           |               |
| Linke 25’ Drulák 60’ | Marcatori | 82’ Puschmann |

#### Girone di ritorno
| Arbitro: | Pohlmann |

|                                                                   |           |            |
| Drulák 19’, 40’ Wawrzyniak 33’ Gerstner 74’ Linke 76’ Rusayev 85’ | Marcatori | 29’ Balzis |

| Arbitro: | Kentsch |

|                            |           |                       |
| Kluge 38’ Löbmann 75’, 82’ | Marcatori | 16’ Rusayev 83’ Zając |

| Arbitro: | Birlenbach |

|                      |           |                             |
| Drulák 64’ Linke 69’ | Marcatori | 26’ Bridaitis 79’ Kosanovic |

| Oldenburg 26 ottobre 1991, ore 15:00 CET 15ª giornata | Oldenburg | 0 – 0 referto | Stahl Brandeburgo | Marschweg-Stadion (6 000 spett.)\| Arbitro: \| Kuhne \| |
| Arbitro:                                              | Kuhne     |               |                   |                                                         |

| Arbitro: | Weise |

|              |           |                       |
| Grün 7’, 39’ | Marcatori | 23’ Rusayev 43’ Palma |

| Arbitro: | Richmann |

|             |           |            |
| Claaßen 72’ | Marcatori | 25’ Sailer |

| Arbitro: | Boos |

|                          |           |            |
| van der Pütten 3’ (rig.) | Marcatori | 50’ Drulák |

| Arbitro: | Leimert |

|                                        |           |           |
| Steinbach 11’ Linke 20’, 88’ Palma 82’ | Marcatori | 48’ Gries |

| Arbitro: | Jansen |

|                                     |           |              |
| Bjelanov 2’ Aden 30’, 44’ Holze 49’ | Marcatori | 59’ Gerstner |

| Arbitro: | Brückner |

|                 |           |             |
| Drulák 57’, 89’ | Marcatori | 29’ Röhrich |

| Krefeld 15 dicembre 1991, ore 15:00 CET 22ª giornata | Bayer Uerdingen | 0 – 0 referto | Oldenburg | Grotenburg Stadion (6 000 spett.)\| Arbitro: \| Funken \| |
| Arbitro:                                             | Funken          |               |           |                                                           |

### 2. Bundesliga

#### Girone di andata
| Arbitro: | Müller |

|                |           |               |
| Wawrzyniak 89’ | Marcatori | 20’ Kutschera |

| Arbitro: | Kuhne |

|                |           |               |
| Sundermann 34’ | Marcatori | 42’ Steinbach |

| Arbitro: | Blüthgen |

|                 |           |  |
| Drulák 58’, 79’ | Marcatori |  |

| Arbitro: | Mölm |

|                     |           |                       |
| Gries 4’ Basler 71’ | Marcatori | 16’ Claaßen 89’ Linke |

| Arbitro: | Boos |

|         |           |  |
| Jack 3’ | Marcatori |  |

| Arbitro: | Boos |

|  |           |            |
|  | Marcatori | 67’ Drulák |

| Arbitro: | Jansen |

|                                      |           |  |
| Claaßen 2’, 21’ Drulák 57’, 72’, 85’ | Marcatori |  |

| Arbitro: | Scheuerer |

|                           |           |                |
| Gatti 30’, 87’ Sailer 45’ | Marcatori | 65’, 81’ Linke |

| Arbitro: | Weise |

|                |           |  |
| Wawrzyniak 43’ | Marcatori |  |

| Arbitro: | Brückner |

|  |           |                    |
|  | Marcatori | 14’ Linke 50’ Jack |

### Coppa di Germania
| Arbitro: | Müller |

|  |           |                                |
|  | Marcatori | 36’ Wawrzyniak 74’, 77’ Drulák |

| Arbitro: | Blüthgen |

|                                 |           |  |
| Sturm 5’ Jakubauskas 55’ (rig.) | Marcatori |  |

## Statistiche

### Statistiche di squadra
| Competizione      | Punti | In casa | In casa | In casa | In casa | In casa | In casa | In trasferta | In trasferta | In trasferta | In trasferta | In trasferta | In trasferta | Totale | Totale | Totale | Totale | Totale | Totale | DR  |
| Competizione      | Punti | G       | V       | N       | P       | Gf      | Gs      | G            | V            | N            | P            | Gf           | Gs           | G      | V      | N      | P      | Gf     | Gs     | DR  |
| ----------------- | ----- | ------- | ------- | ------- | ------- | ------- | ------- | ------------ | ------------ | ------------ | ------------ | ------------ | ------------ | ------ | ------ | ------ | ------ | ------ | ------ | --- |
| 2. Bundesliga     | 23    | 11      | 6       | 5       | 0       | 27      | 13      | 11           | 0            | 6            | 5            | 11           | 19           | 22     | 6      | 11     | 5      | 38     | 32     | +6  |
| 2. Bundesliga     | -     | 5       | 4       | 1       | 0       | 10      | 1       | 5            | 2            | 2            | 1            | 8            | 6            | 10     | 6      | 3      | 1      | 18     | 7      | +11 |
| Coppa di Germania | -     | 0       | 0       | 0       | 0       | 0       | 0       | 2            | 1            | 0            | 1            | 3            | 2            | 2      | 1      | 0      | 1      | 3      | 2      | +1  |
| Totale            | 23    | 16      | 10      | 6       | 0       | 37      | 14      | 18           | 3            | 8            | 7            | 22           | 27           | 34     | 13     | 14     | 7      | 59     | 41     | +18 |

### Andamento in campionato
| Giornata  | 1 | 2 | 3 | 4 | 5 | 6 | 7 | 8  | 9 | 10 | 11 | 12 | 13 | 14 | 15 | 16 | 17 | 18 | 19 | 20 | 21 | 22 |
| --------- | - | - | - | - | - | - | - | -- | - | -- | -- | -- | -- | -- | -- | -- | -- | -- | -- | -- | -- | -- |
| Luogo     | T | C | T | T | C | T | C | T  | C | T  | C  | C  | T  | C  | C  | T  | C  | T  | C  | T  | C  | T  |
| Risultato | N | N | N | P | V | P | N | P  | V | N  | V  | V  | P  | N  | N  | N  | N  | N  | V  | P  | V  | N  |
| Posizione | 4 | 6 | 6 | 7 | 5 | 8 | 9 | 10 | 8 | 8  | 8  | 6  | 7  | 7  | 7  | 6  | 6  | 6  | 6  | 6  | 5  | 5  |

Legenda:

Luogo: C = Casa; T = Trasferta. Risultato: V = Vittoria; N = Pareggio; P = Sconfitta.

### Statistiche dei giocatori
| Giocatore      | 2. Bundesliga | 2. Bundesliga | 2. Bundesliga | 2. Bundesliga | Coppa di Germania | Coppa di Germania | Coppa di Germania | Coppa di Germania | Totale   | Totale | Totale      | Totale     |
| Giocatore      | Presenze      | Reti          | Ammonizioni   | Espulsioni    | Presenze          | Reti              | Ammonizioni       | Espulsioni        | Presenze | Reti   | Ammonizioni | Espulsioni |
| -------------- | ------------- | ------------- | ------------- | ------------- | ----------------- | ----------------- | ----------------- | ----------------- | -------- | ------ | ----------- | ---------- |
| C. Brand       | 4             | 0             | 0             | 0             | 1                 | 0                 | 0                 | 0                 | 5        | 0      | 0           | 0          |
| R. Brauer      | 7             | 0             | 0             | 0             | 0                 | 0                 | 0                 | 0                 | 7        | 0      | 0           | 0          |
| C. Claaßen     | 9             | 1             | 0             | 0             | 2                 | 0                 | 0                 | 0                 | 11       | 1      | 0           | 0          |
| H. Drieling    | 3             | 0             | 0             | 0             | 0                 | 0                 | 0                 | 0                 | 3        | 0      | 0           | 0          |
| R. Drulák      | 19            | 15            | 1             | 0             | 2                 | 2                 | 0                 | 0                 | 21       | 17     | 1           | 0          |
| J. Gehrmann    | 15            | 0             | 4             | 0             | 2                 | 0                 | 0                 | 0                 | 17       | 0      | 4           | 0          |
| T. Gerstner    | 22            | 2             | 8             | 0             | 1                 | 0                 | 0                 | 0                 | 23       | 2      | 8           | 0          |
| J. Hawrylewicz | 1             | 1             | 0             | 0             | 0                 | 0                 | 0                 | 0                 | 1        | 1      | 0           | 0          |
| M. Jack        | 16            | 0             | 6             | 1             | 2                 | 0                 | 1                 | 0                 | 18       | 0      | 7           | 1          |
| R. Jahn        | 2             | 0             | 0             | 0             | 1                 | 0                 | 0                 | 0                 | 3        | 0      | 0           | 0          |
| F. Kröger      | 16            | 0             | 0             | 0             | 2                 | 0                 | 0                 | 0                 | 18       | 0      | 0           | 0          |
| C. Linke       | 21            | 6             | 1             | 0             | 2                 | 0                 | 0                 | 0                 | 23       | 6      | 1           | 0          |
| O. Machala     | 8             | 0             | 2             | 0             | 0                 | 0                 | 0                 | 0                 | 8        | 0      | 2           | 0          |
| F. Meyer       | 16            | 0             | 2             | 0             | 0                 | 0                 | 0                 | 0                 | 16       | 0      | 2           | 0          |
| T. Möller      | 10            | 0             | 0             | 0             | 0                 | 0                 | 0                 | 0                 | 10       | 0      | 0           | 0          |
| P. Palma       | 12            | 2             | 4             | 2             | 1                 | 0                 | 1                 | 0                 | 13       | 2      | 5           | 2          |
| M. Rusayev     | 17            | 5             | 3             | 2             | 2                 | 0                 | 0                 | 0                 | 19       | 5      | 3           | 2          |
| K. Schnell     | 22            | 0             | 0             | 0             | 2                 | 0                 | 0                 | 0                 | 24       | 0      | 0           | 0          |
| W. Sidka       | 5             | 0             | 0             | 0             | 0                 | 0                 | 0                 | 0                 | 5        | 0      | 0           | 0          |
| W. Steinbach   | 22            | 2             | 1             | 1             | 2                 | 0                 | 0                 | 0                 | 24       | 2      | 1           | 1          |
| A. Tammen      | 0             | 0             | 0             | 0             | 0                 | 0                 | 0                 | 0                 | 0        | 0      | 0           | 0          |
| J. Wawrzyniak  | 22            | 3             | 1             | 0             | 2                 | 1                 | 1                 | 0                 | 24       | 4      | 2           | 0          |
| K. Zając       | 21            | 1             | 3             | 0             | 2                 | 0                 | 0                 | 0                 | 23       | 1      | 3           | 0          |
| E. Zoller      | 4             | 0             | 1             | 0             | 0                 | 0                 | 0                 | 0                 | 4        | 0      | 1           | 0          |